# 排骨

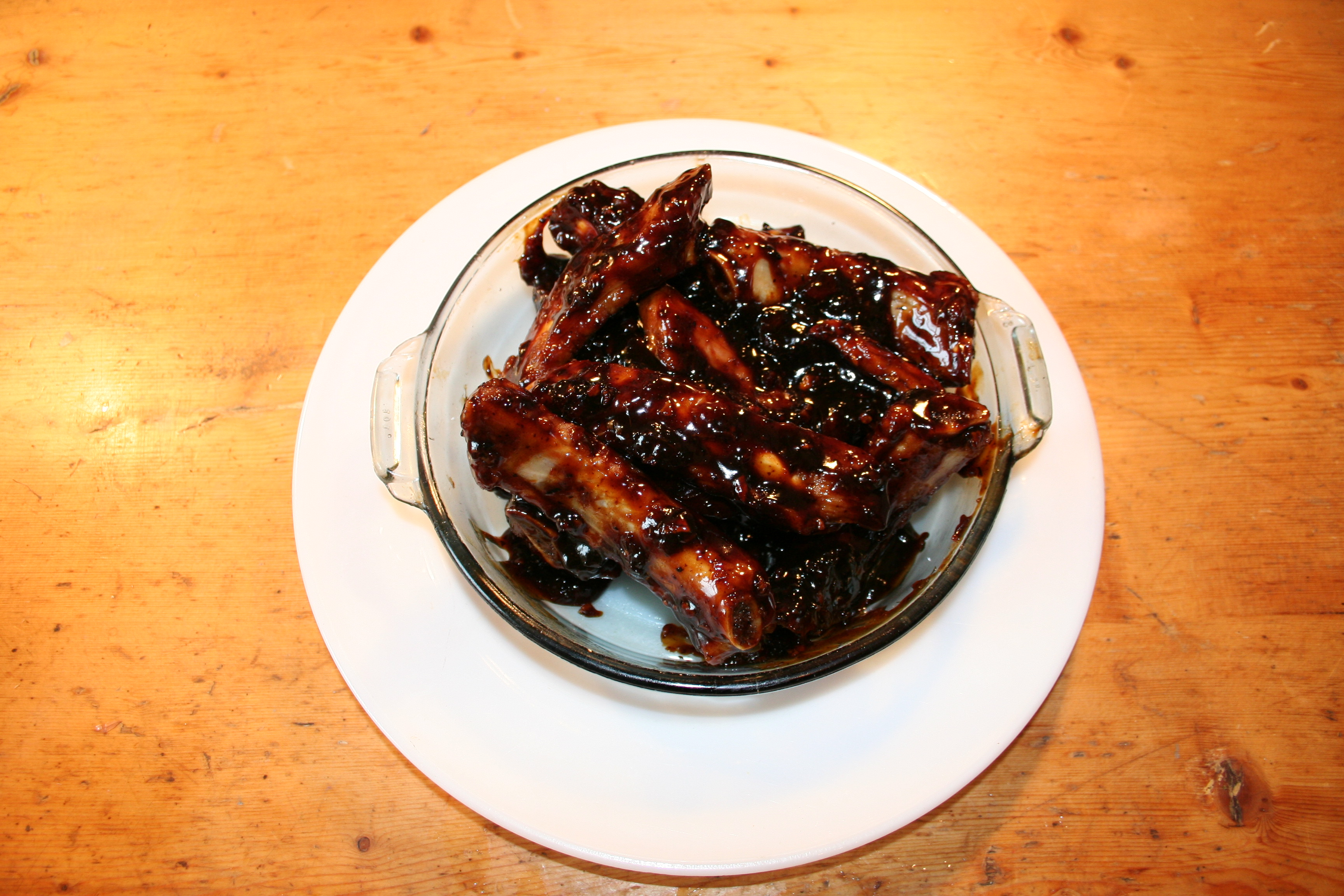
美式中菜館的燒烤醬排骨

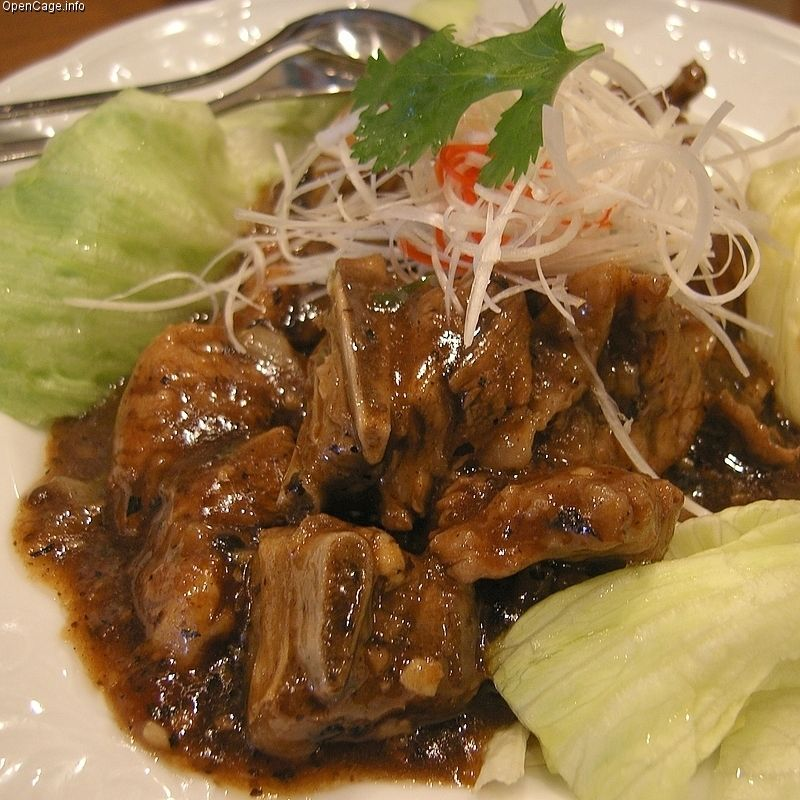
豉汁排骨

排骨又稱豬肋骨，是指豬的肋骨部位。為北美洲及亞洲常見的食物。美式煮法通常以燒烤為主，中國菜則會使用炆或蒸等的方法，例如廣東點心的豉汁排骨、無錫的無錫排骨等。
一般家庭常见的排骨做法有豉汁排骨、红烧排骨、糖醋排骨、炖排骨、排骨汤及大排。